# Hyung Min-woo
Hyung Min-woo (coreà: 형민우)  (Seül, 14 d'abril de 1974) és un autor de còmic coreà, creador de la sèrie Priest l'any 1998, que ha sigut adaptada al cinema i com a videojoc.

## Biografia
Hyung publicà per primera volta l'any 1994 una sèrie sobre judo en la revista Champ, encara que només havia fet un curs de dibuix per a principiants; quatre anys després estrenà Priest, una mescla d'horror gòtic i western amb elements religiosos i sobrenaturals que ha sigut traduïda a l'anglés per Tokyopop i al castellà per Norma Editorial, entre d'altres idiomes: inspirat pel videojoc Blood, l'argument té lloc en un Far West ucrònic on els «presbíters» lluiten contra els àngels caiguts.
Priest és l'obra més coneguda de Hyung —Daewon Culture Industry Inc. xifra les vendes locals en cinc-cents mil exemplars, un milió en tot el món— i el primer manhwa en ser adaptat al cine de Hollywood: Hyung vengué els drets el 2003 i el projecte estigué en development hell fins al 2006; malgrat l'èxit de Priest, Hyung es lamentà que la indústria del còmic sud-coreà estiguera en declivi i que ell s'enduguera tot el protagonsime. El llargmetratge El sicari de Déu, dirigit per Scott Stewart, s'estrenà l'any 2011: ambientat en un futur postapocalíptic, amb vampirs en compte de dimonis i Paul Bettany en el paper protagoniste —que tampoc es correspon al del còmic, Ivan Isaacs—, durant una presentació en la WonderCon d'eixe any, Hyung declarà que estava impressionat pel treball d'Stewart, alhora que pensava continuar la sèrie fins a enllaçar amb l'argument de la pel·lícula.
Durant la publicació de Priest, el 28 de setembre del 2007 mamprengué una altra sèrie, Musin Jeonjaeng:
traduït com a The God's War («la guerra del déu») en la versió anglòfona, en l'argument un jove buscabregues es veu implicat en una guerra mística el dia del seu desseté natalici.
El 2010 Tokyopop publicà Priest: Purgatory, una novel·la gràfica d'enllaç entre el còmic i la pel·lícula.

## Vida personal
Hyung Min-woo té els avantbraços tatuats amb les paraules justícia (en el braç dret) i compassió (en l'esquerre).